# Александър Чернин
Александър Чернин е бележит шахматист и бивш шампион на Съветския съюз.
Живее в Унгария, за която се състезава от 1992 г. Към април 2009 г. има ЕЛО коефициент 2594, който не е променян от юли 2008 г. поради липса на международно участие. Чернин също извършва треньорска дейност.

## Шахматна кариера
Като младеж, Чернин участва в множество турнири за юноши, където често завършва на челните места. Най-големият му успех на тази възраст е участието му в световното първенство за юноши през 1979 г. в Скиен, където завършва на 2-ра позиция. Победител става Ясер Сейраван от САЩ. Благодарение на това постижение и резултатите му в преходните юношески турнири получава титлата международен майстор.
Следват редица победи в международни турнири. През 1985 г. Чернин получава гросмайсторско звание. Същата година става победител в шампионата на Съветския съюз, поделяйки титлата с Виктор Гавриков и Михаил Гуревич. Участв в световното отборно първенство по шахмат в Люцерн с отбора на СССР. Играе като първа резерва и записва общо 7 партии (3+ 4= 0–). Носител на златен отборен и индивидуален медал от първенството.
Друг голям международен успех Чернин отчита през 1988 г. Тогава гросмайсторът участва в световното първенство по блиц, проведено в Сейнт Джон, Англия. Завършва на 3-та позиция с Кирил Георгиев и зад Михаил Тал и Рафаел Ваганян.
През новото хилядолетие участията му на шахматната сцена в областта на състезанията намаляват. Най-големият му успех от началото на този период е 2-рото му място на турнира в Корсика през 2001 г. В редовните кръгове на състезанието Чернин завършва с еднакъв брой точки с победителя Вишванатан Ананд, но губи в тайбрека от индиеца.
Набляга на треньорската дейност, като най-известният му ученик е Фабиано Каруана. Пише също аналитични статии за сп. „Новак в шахмата“ (на английски: New In Chess).

## Турнирни резултати
- 1980 – Иркутск (1-во място)
- 1981 – Сиенфуегос (2-ро място)
- 1984 – Копенхаген (1-во място), Стари Смоковец (1-во място)
- 1986 – Копенхаген (1 – 2-ро място с Василий Смислов)
- 1986/87 – Реджо Емилия (2-ро място)
- 1988 – Поляница-Здруй (1-во място)
- 1989 – Прага (1-во място)
- 1990 – Дортмунд (1-во място, пред Борис Гефалд), Алтенстайг (1-во място)
- 1991 – Алтенстайг (1-во място)
- 1992 – Буенос Айрес (1-во място)
- 1996 – Гьотеборг (1-во място)